# Palazzo Senatorio
Het Palazzo Senatorio op de Capitolijn is het stadhuis van Rome, en zou zelfs het oudste stadhuis ter wereld zijn dat nog in gebruik is. 

## Geschiedenis
Het Palazzo Senatorio is gebouwd bovenop het antieke Tabularium dat aan de achterzijde van het Palazzo zichtbaar is vanaf het Forum Romanum. Andere blokken tufsteen van het Tabularium zijn verwerkt en nog duidelijk zichtbaar aan beide zijgevels van het Palazzo Senatorio (noord- en zuidzijde). 
In de middeleeuwen bevond zich op het Tabularium de woning van de familie Corsi, die in 1104-1106 werd afgebroken in opdracht van paus Paschalis II. In de plaats daarvan werd een nieuw gebouw opgericht als zetel voor het burgerlijke bestuur van Rome. De middeleeuwse constructies zitten nu verscholen achter de elegante voorgevel.
De voorgevel is ontworpen door Michelangelo, die zelf omstreeks 1550 de monumentale dubbele trappartij heeft gerealiseerd die van beide zijden leidt naar de ingang van de Raadszaal. Na de dood van Michelangelo werd de gevel in 1593-1598 verder afgewerkt door Giacomo della Porta en Girolamo Rainaldi.

## Beschrijving
Links en rechts springt de voorgevel vooruit; dit niet enkel om esthetische redenen, maar ook om een praktische reden: aan weerszijden van het centrale gedeelte stond reeds een iets vooruitspringende toren. Die twee torens heeft Michelangelo mee opgenomen achter de façade. Deze is verticaal ingedeeld door lesenen in travertijn die zijn bekroond met Korinthische kapitelen en waarvan de kleur contrasteert met het okerkleurige bepleistering van de gevel. 
Boven de kroonlijst loopt over de hele lengte een balustrade, waarop in het verlengde van elke leseen een beeld opgesteld staat. Onder de kroonlijst van de gevel staan de heraldische symbolen van de familie Aldobrandini waartoe paus Clemens VIII behoorde (1592-1605). 
Boven het raam rechts van de hoofdingang prijkt het wapenschild van de stad met de letters SPQR. In de driehoekige nissen onder de trap ligt links de stroomgod Nijl en rechts de Tiber. De Nijl is herkenbaar aan de Hoorn des Overvloeds en de sfinx waarop zijn arm rust. Het andere beeld stelde oorspronkelijk de Tigris voor, maar werd geadapteerd door de toevoeging van een wolvin met de tweeling, verwijzend naar de legendarische stichting van Rome. Beide beelden van stroomgoden zijn afkomstig van de Quirinaalheuvel, waar ze in de oudheid opgesteld stonden in de Thermen van Constantijn. In de centrale nis onder de trap zetelt het beeld van Dea Roma, de stadsgodin uit de oudheid. Het is oorspronkelijk een beeld van Minerva uit de periode van keizer Domitianus. Het beeld is eigenlijk te klein in verhouding tot de nis waarin het is opgesteld. 
Boven de voorgevel steekt de 35 meter hoge bakstenen klokkentoren uit die in 1578-1582 is gebouwd door Martino Longhi de Oude, ter vervanging van de middeleeuwse toren. Daar bovenop staan een verguld bronzen kruis en nogmaals een beeld van Dea Roma. De twee klokken dateren uit 1805-1806. In 1806 werd tussen de galmgaten ook het uurwerk bevestigd (met een nieuw mechanisme) dat oorspronkelijk aan de gevel van de basiliek Santa Maria in Aracoeli hing. Onder de balustrade van de toren zijn de naam en het wapenschild van paus Gregorius XIII (1572-1585) te zien.
Aan beide zijgevels (noord- en zuidzijde) van het Palazzo Senatorio zijn vierkante blokken tufsteen te zien die afkomstig zijn van het antieke Tabularium en werden gerecycleerd bij de bouw van het stadhuis. Aan de noordzijde (langs de Via di San Pietro in Carcere) zijn twee 15de-eeuwse woontorens geïntegreerd. Die aan de zijde van Piazza del Campidoglio werd in 1427 gebouwd door paus Martinus V, terwijl die aan de zijde van het Forum Romanum in 1451 werd gebouwd door paus Nicolaas V. In deze laatste toren bevindt zich het kantoor van de burgemeester van Rome, gelegen achter het balkon dat uitzicht biedt op het Forum Romanum.
Voor diezelfde gevel aan de noordzijde is in de jaren 1930 een replica van de Lupa Capitolina geplaatst op het bovendeel van een Ionische zuil.

## Benaming
Hoewel een senaat als instelling in de regel verwijst naar een staat, is het Palazzo Senatorio de zetel van het stadsbestuur van Rome. Dit is te verklaren door een lange evolutie die al aanvangt in de late oudheid. Vanaf de 4de eeuw n.C. was Rome niet langer de functionele hoofdstad: het rijk werd bestuurd vanuit het keizerlijke paleis, ver van Rome: in Milaan of Trier of Constantinopel. De senaat in Rome bleef nog lang bestaan, maar was enkel nog bevoegd voor de stad Rome, en na het jaar 580 wordt er over die instelling niets meer over vernomen.
Na eeuwen pauselijk bewind over de stad poogden de burgers van Rome in de 12de eeuw om het stadsbestuur weer in eigen handen te nemen via afgevaardigden. Met de beslissing "Renovatio Senatus" (het herstel van de Senaat) uit 1143 grepen ze terug naar de benaming senatus die, evenals in de late oudheid, enkel voor de stad bevoegd was. Het aantal leden en vooral de macht van deze vergadering evolueerde sterk doorheen de tijd, maar al gauw werd het aantal senatoren gereduceerd tot één enkele, die een voornamelijk ceremoniële functie vervulde en werd bijgestaan door conservatori.
Het ambt van senatore gold aanvankelijk voor een half jaar, nadien voor een jaar, en werd vanaf 1655 levenslang. Hij was een soort brugfiguur tussen het burgerlijk bestuur van de stad en de paus. Vanaf 1580 woonde hij ook in het palazzo op de Capitolijn, dat logischerwijze Palazzo del Senatore of Palazzo Senatorio werd genoemd.
Enkele dagen na de aanhechting van Rome bij het eengemaakte Italië op 20 september 1870 werd de functie van senatore opgeheven. Het palazzo werd de zetel van het nieuwe stadsbestuur, maar behield zijn traditionele benaming: Palazzo Senatorio, dat aldus de benaming werd van het stadhuis van Rome.

## Wetenswaardigheden
- Om het stadsbestuur aan te duiden gebruiken de Italiaanse media vaak de naam van de heuvel: “la giunta capitolina”, of kortweg “il Campidoglio”.
- Het interieur van het gebouw kan niet worden bezocht.
- De klokken van het Palazzo Senatorio luiden slechts uiterst zelden: bij de verkiezing van een nieuwe burgemeester en op de middag van 21 april, de legendarische stichtingsdatum van de stad, en verder enkel bij zeer speciale gebeurtenissen, zoals op 28 februari 2013 toen paus Benedictus XVI zijn ambt neerlegde.
- Sinds maart 2025 staan het Palazzo Senatorio en de twee andere gebouwen op Piazza del Campidoglio in de stellingen voor restauratie; deze zou moeten beëindigd zijn tegen einde 2026.

## Galerij

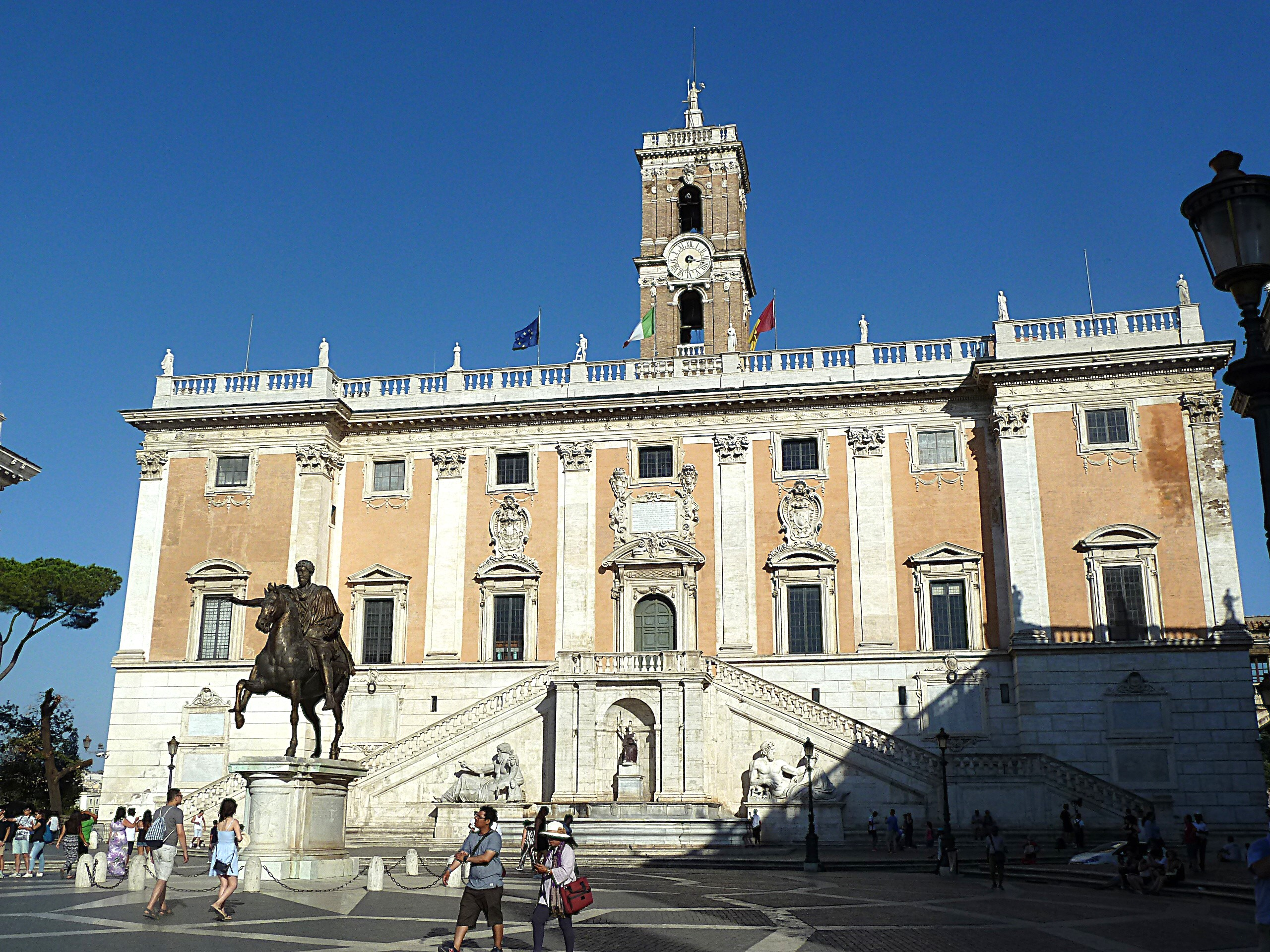
Palazzo Senatorio en het ruiterbeeld van Marcus Aurelius.
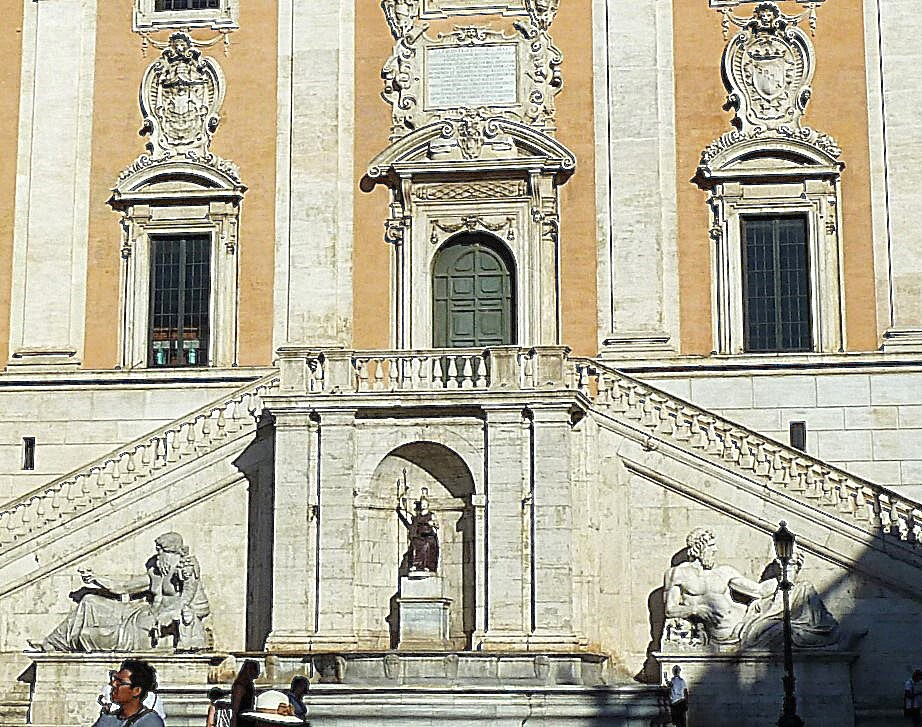
Dea Roma tussen de riviergoden Nijl en Tiber.
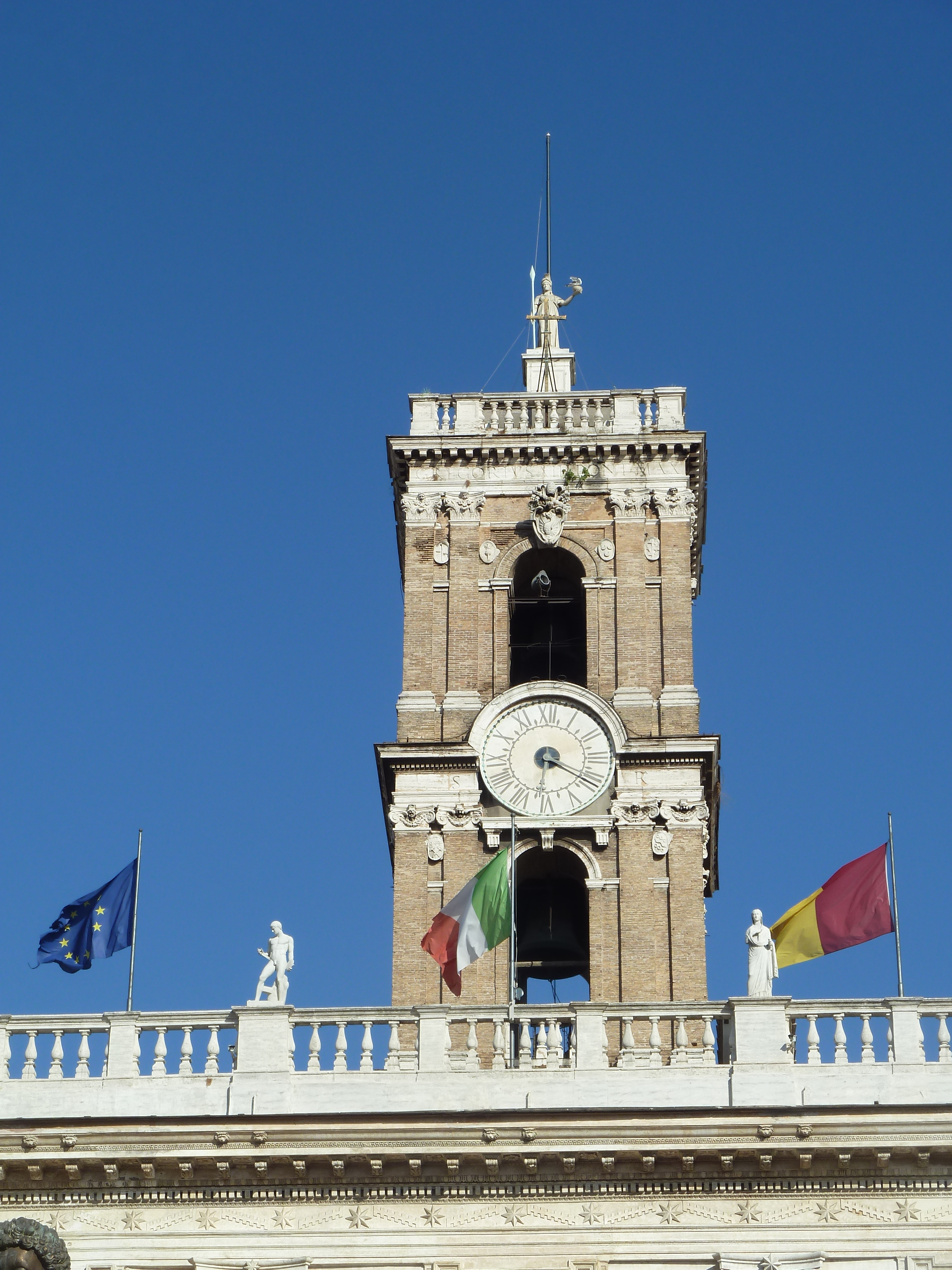
De klokkentoren.
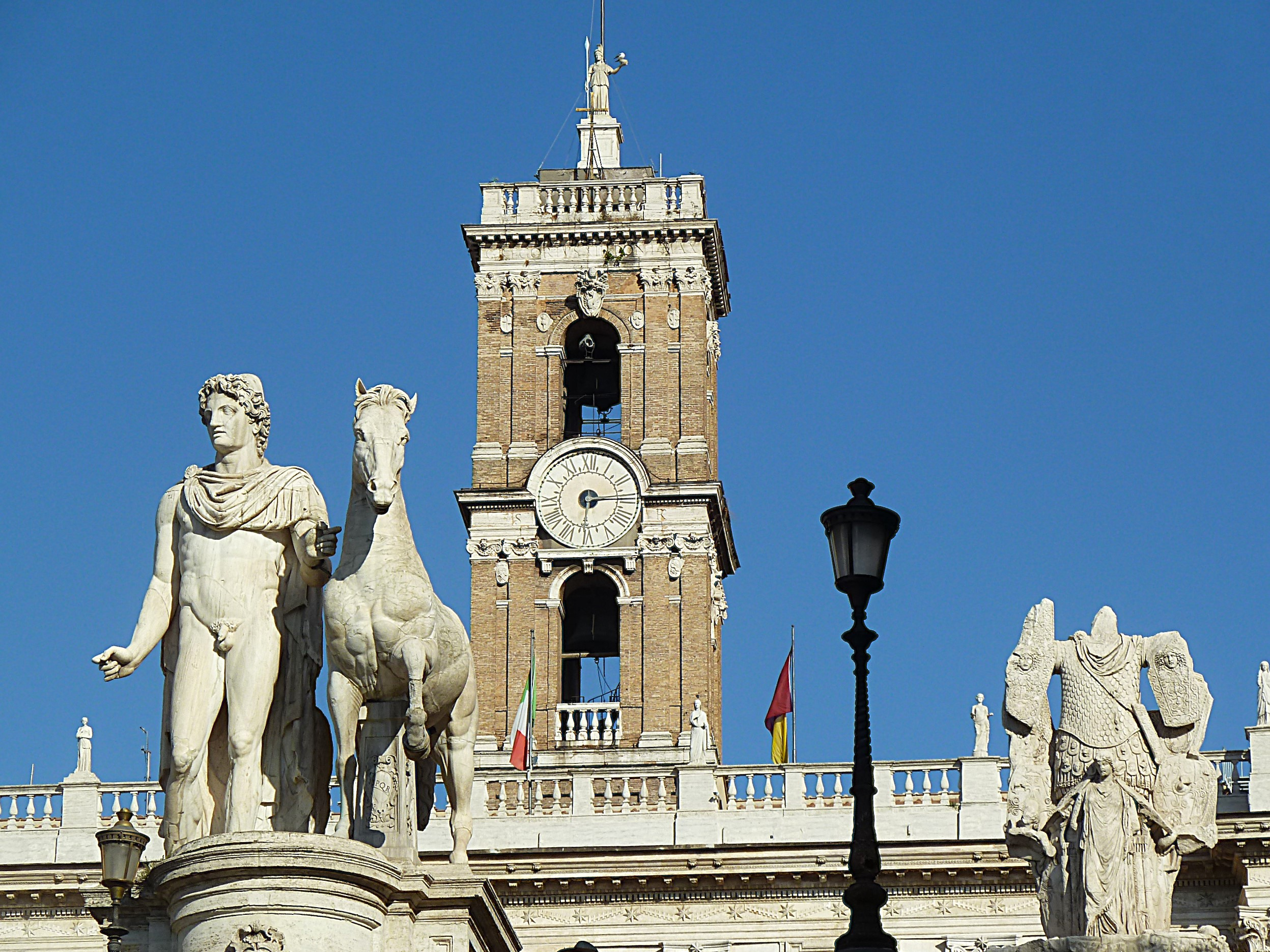
De klokkentoren gezien vanuit de Via delle Tre Pile.
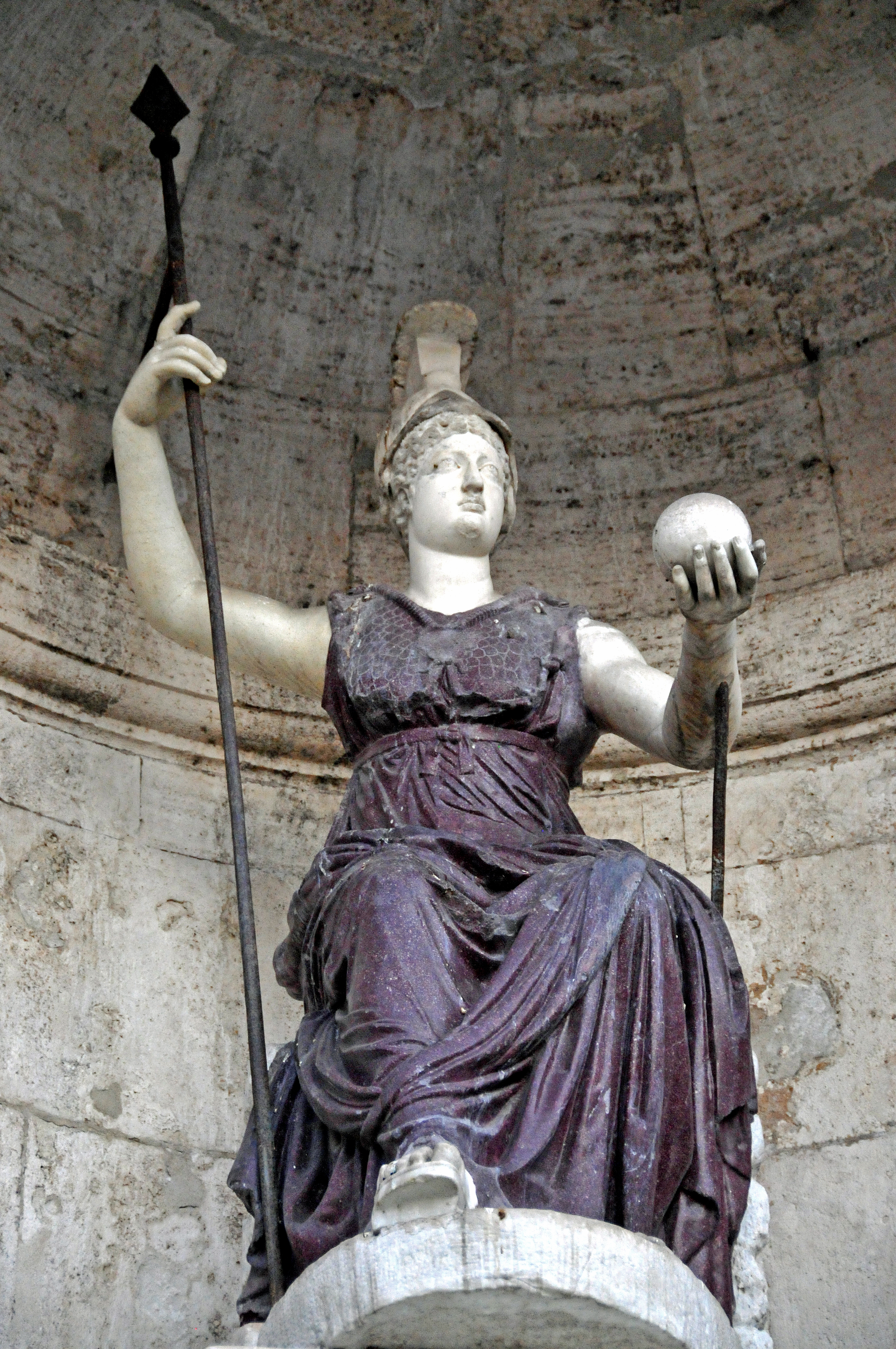
Dea Roma in de nis onder de trap.
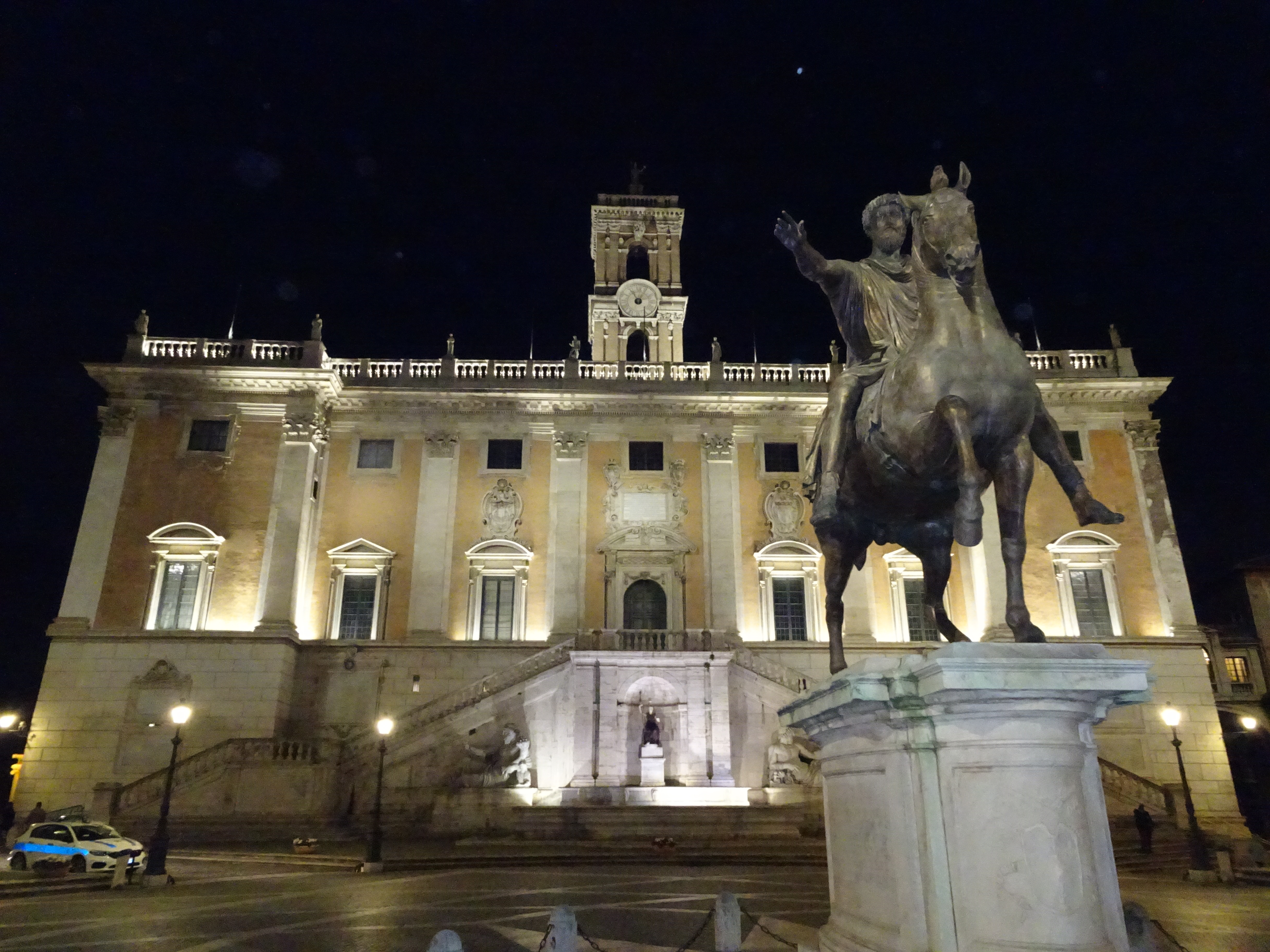
Palazzo Senatorio onder de nachtelijke verlichting.
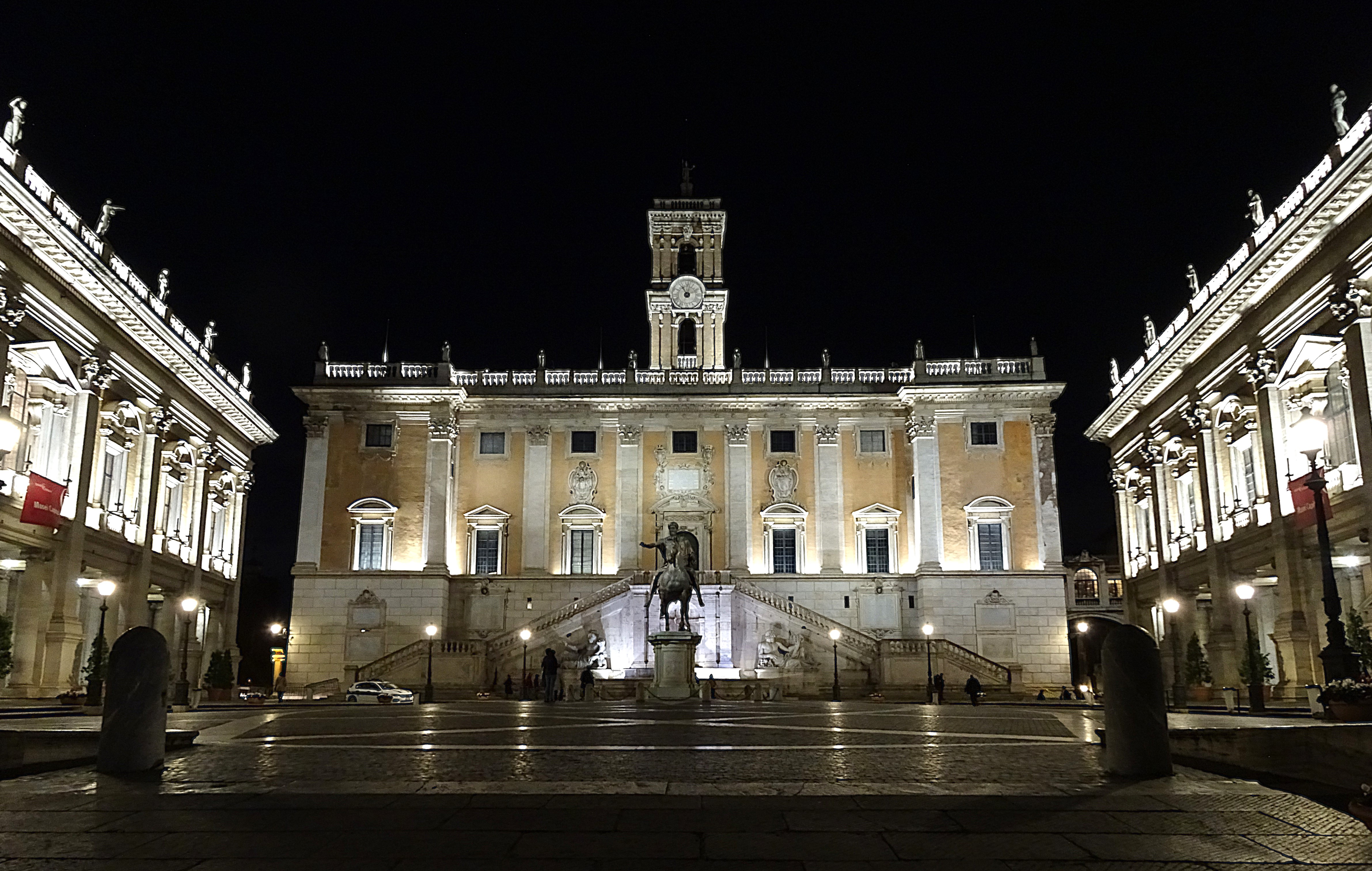
Piazza del Campidoglio onder de nachtelijke verlichting.
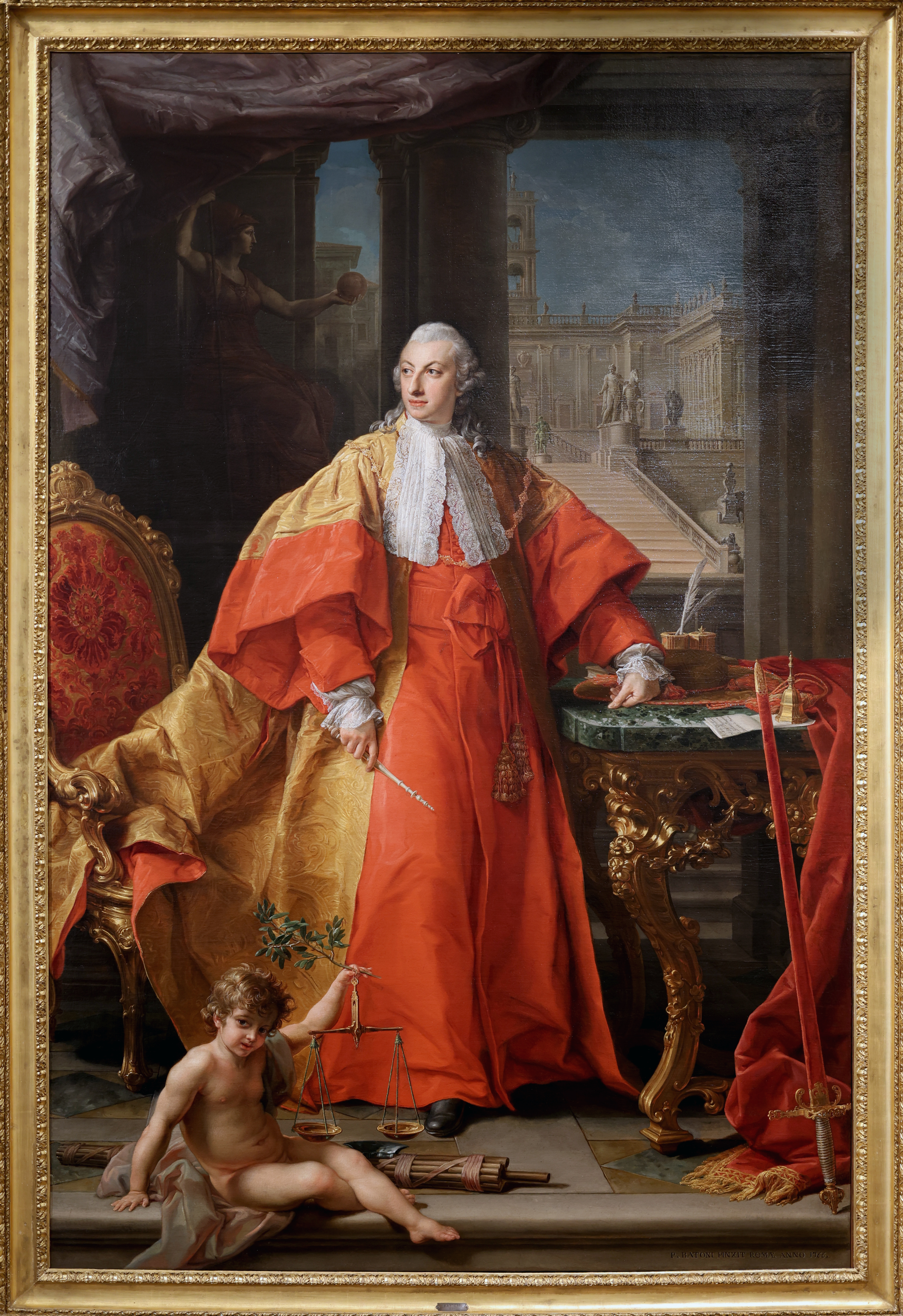
Abbondio Rezzonico in de ceremoniële kledij van senatore di Roma.
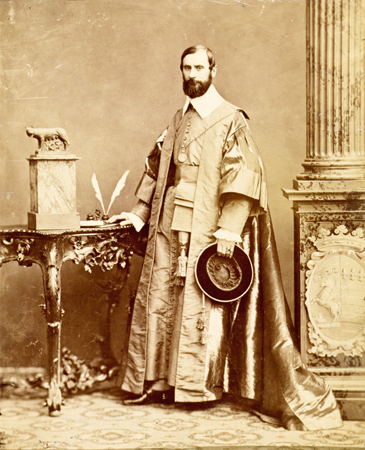
Francesco Cavalletti, de laatste senatore (1865-1870).

## Geraadpleegde informatie
- (it) Touring club italiano, Roma. Il Touring club, Milano (1993). ISBN 88-365-0508-2. p. 407
- https://www.museicapitolini.org/it/infopage/palazzo-senatorio
- https://www.turismoroma.it/it/luoghi/palazzo-senatorio
- https://www.info.roma.it/monumenti_dettaglio.asp?ID_schede=63